# Mitos de la violación
Los mitos de la violación son creencias erróneas, estereotipadas y prejuiciosas sobre las razones de agresiones sexuales, violadores, y de víctimas de la violación.

## Origen
Los mitos de la violación se originan a partir de diversos estereotipos culturales, tales como roles de género tradicionales, aceptación de la violencia interpersonal y malentendidos sobre la naturaleza de la agresión sexual. La prevalencia de los mitos de violación es una de las principales razones de la culpabilidad de las víctimas de violación y la estigmatización.
Los mitos de violación sugieren que la víctima estereotipada de la violencia sexual es, generalmente, una mujer joven magullada y maltratada. Sin embargo, el tema central en los casos de agresión sexual es si ambas partes consintieron en la actividad sexual o ambas tenían la capacidad de hacerlo. Por lo tanto, la fuerza física que resulta en daño físico visible no siempre se ve. Debido a este estereotipo las personas agredidas sexualmente que no tienen trauma físico pueden estar menos inclinadas a reportar a las autoridades o a buscar atención médica.
La aceptación de mitos sobre la violación puede conducir y reforzar la creencia de que la violación no es real y por lo tanto es sólo sexo consensual.

## Características
Los mitos de la violación son las creencias que existen en las sociedades que normalmente apoyan la cultura de la violación. Son comúnmente acreditados por una variedad de personas con independencia de su sexo, raza, orientación sexual o clase social.
Tipos de mitos sobre la violación pueden culpar a la víctima por su condición de víctima, aliviar la culpabilidad del infractor y/o trivializar la violación en sí. Los mitos sobre la violación con respecto a las víctimas de violación implican que las mujeres son de alguna manera culpables de su propia victimización.
Los mitos tienen implicaciones en el proceso de justicia criminal, autores y las víctimas, ya que los funcionarios que creen mitos sobre la violación pueden no reconocer que se cometió un delito. Dentro del sistema de justicia criminal, la policía puede estar menos inclinada a considerar seriamente a las víctimas, recoger pruebas o incluso realizar detenciones.